# بوراک آکساک
بوراک آکساک (ترکی استانبولی: Burak Aksak؛ زادهٔ ۱۲ سپتامبر ۱۹۸۵) فیلم‌نامه‌نویس، کارگردان و بازیگر اهل ترکیه است.